# Zaklęta w sokoła
Zaklęta w sokoła (ang. Ladyhawke) – amerykańsko-brytyjski film fantasy z 1985 roku w reżyserii Richarda Donnera.

## Fabuła
XIII-wieczna Francja. Okrutny biskup władający Aquilą skazuje na śmierć młodego złodziejaszka Gastona, zwanego „Myszką”. Skazańcowi udaje się uciec z lochu, a przed pościgiem ratuje go rycerz Etienne Navarre, dawny kapitan straży biskupa. Jastrząb należący do Navarre’a rozprasza strażników, pomagając w ucieczce. Navarre przyjmuje zbiega jako giermka. Po drodze Navarre i Gaston proszą rolnika o nocleg w jego szopie. O zmierzchu rolnik podkrada się do Gastona z zamiarem zabicia, ale atakuje go czarny wilk. Przerażony Gaston woła na pomoc swego pana, jednak zamiast niego pojawia się piękna kobieta, która obłaskawia posłusznego jej wilka. Biskup dowiaduje się od Marqueta, nowego kapitana straży, o powrocie Navarre’a i nakazuje go zgładzić. Zaznacza jednak, że jastrząb Navarre’a ma przeżyć.
Następnego dnia Navarre każe Gastonowi wskazać drogę do Aquili, gdyż chce zabić biskupa. Gaston odmawia, za co zostaje przywiązany do drzewa. Kolejnej nocy znowu pojawia się kobieta, która uwalnia złodzieja. Gaston ponownie zostaje schwytany przez gwardzistów biskupa. Zdradza im plan Navarre’a i gwardziści zastawiają na niego zasadzkę. Gaston ostrzega nadchodzącego Navarre’a i ten odpiera przeciwników. Jednak w trakcie walki jego jastrząb zostaje postrzelony z kuszy. Kontuzjowany Navarre rozkazuje Gastonowi zabrać rannego jastrzębia do pobliskich ruin zamku, gdzie mieszka zakonnik Imperius. Gdy Imperius idzie po lecznicze zioła, ciekawski Gaston odkrywa, że jastrzębiem jest kobieta, którą poznał poprzedniej nocy.  
Wkrótce Gaston poznaje od Imperiusa historię swojego pana i towarzyszącej mu jastrzębicy. Jest nią zaklęta ukochana kapitana, andegaweńska hrabianka imieniem Isabeau. Ongiś zakochał się w niej biskup Aquili, ale ona go odtrąciła. Ten z zemsty zawarł pakt z diabłem i rzucił na kochanków klątwę. Kiedy kapitan za dnia jest człowiekiem, ona zmienia się w jastrzębia. Kiedy Isabeau nocą przybiera ludzką postać, on zmienia się w wilka. Oboje w postaci zwierząt nie wiedzą, że są ludźmi i nigdy nie są w stanie się ujrzeć w prawdziwej formie. O świcie gwardziści biskupa szturmują zamek, lecz Isabeau umyka jako jastrząb. Imperius ma wizję, że klątwa zostanie zdjęta, jeśli kochankowie w ludzkiej postaci staną przed biskupem, wtedy kiedy w dzień zapanuje noc, a noc dniem się stanie. Wobec tego namawia przybyłego rycerza, by zrezygnował z odwetu na biskupie, jednak ten uważa wizję za pijackie majaki. Gaston postanawia towarzyszyć kochankom do Aquili.
Nocą Gaston zatrzymuje się z Isabeau w pobliskiej wsi. Natrafiają na Cezara, myśliwego specjalizującego się w łowieniu wilków, wysłanego przez biskupa. Mając złe przeczucia Isabeau podąża śladem Cezara i zabija go jego własnymi sidłami. Rankiem Imperius dołącza do Navarre’a chcąc go przekonać, że wizja się spełni za dwa dni. Wieczorem Navarre jako wilk wpada do zamarzniętej rzeki i ratują go wspólnie Isabeau i Gaston. W końcu kochankowie decydują się złamać klątwę. Kolejnej nocy Imperius i Isabeau przemycają Navarre’a w postaci wilka do Aquili, zaś Gaston nurkuje kanałami, by dostać się do katedry. Za dnia nie widząc żadnego znaku, w którym on i Isabeau mają pojawić się razem jako ludzie, Navarre wraca do zamiaru zabicia biskupa. Prosi Imperiusa o uśmiercenie Isabeau w postaci jastrzębia, w przypadku gdy zadzwonią dzwony katedralne jako dowód, że biskup doprowadził mszę do końca, a rycerz zginął.
Gaston otwiera drzwi katedry, do której wjeżdża Navarre. W trakcie walki z Marquetem Navarre dostrzega przez rozbite okno zaćmienie słońca i zdaje sobie sprawę, że wizja była prawdziwa. Próbuje udać się do Imperiusa, ale nie udaje mu się powstrzymać straży przed biciem w dzwony. Zrozpaczony Navarre zabija Marqueta i zamierza zrobić to samo z pewnym siebie biskupem. Do katedry wchodzi Isabeau i wraz z ukochanym staje przed biskupem i tym samym klątwa zostaje zdjęta. Wściekły biskup próbuje ich zabić, ale ginie od miecza Navarre’a. Isabeau i Navarre dziękują Gastonowi i Imperiusowi za wszystko i świętują swe pojednanie.

## Obsada
- Matthew Broderick – Phillipe Gaston
- Rutger Hauer – kapitan Etienne Navarre
  - Akeela, Kollchek, Lev i Sasha – Navarre jako wilk[3]
- Michelle Pfeiffer – Isabeau d’Anjou
  - Gift[4][5] i Spike II[6] – Isabeau jako jastrząb
- Leo McKern – ojciec Imperius
- John Wood – biskup Aquili
- Ken Hutchison – Marquet
- Alfred Molina – myśliwy Cezar
- Giancarlo Prete – Fornac
- Loris Loddi – Jehan

## Odbiór
Jan Olszewski z „Film” dał pozytywną recenzję stwierdzając, że film zrealizowano tak, jak by zrobili to średniowieczni ludzie, gdyby wynalazek kina wtedy istniał. Chwalił również ukrytą symbolikę niewidoczną dla przeciętnego widza, który będzie cieszyć się z walorów melodramatycznych bądź elementów płaszcza i szpady.